# Ервін Зуканович
Ервін Зуканович (босн. Ervin Zukanović, нар. 11 лютого 1987, Сараєво) — боснійський футболіст, захисник «Аталанти» та збірної Боснії і Герцеговини.

## Клубна кар'єра
У дорослому футболі дебютував 2005 року виступами за «Желєзнічар», в якому провів один сезон, взявши участь лише у 7 матчах чемпіонату.
Своєю грою за цю команду привернув увагу представників тренерського штабу клубу «Аустрія» (Лустенау), до складу якого приєднався 2006 року, але виступав лише у другій команді в третьому за рівнем дивізіоні Австрії.
Влітку 2007 року Зуканович повернувся на батьківщину, де недовго виступав за «Вележ», після чого перейшов в «Юрдінген 05», що грав у Нижньорейнській лізі, шостому за рівнем дивізіоні Німеччини.
На початку 2009 року перебрався в Бельгію, де виступав за «Дендер», але в першому ж сезоні команда зайняла передостаннє місце в елітному дивізіоні і Зуканович знову змушений був грати в нижчих дивізіонах. Більшість часу, проведеного у складі «Дендера», був основним гравцем захисту команди.
Влітку 2010 року Ервін перейшов в «Ейпен». Граючи у складі «Ейпена» також здебільшого виходив на поле в основному складі команди, але і з ним в першому ж сезоні зайняв в вищому дивізіоні передостаннє місце, яке означало виліт з еліти. Проте цього разу Зуканович не захотів понижатись в класі і перейшов в «Кортрейк». Тренерським штабом нового клубу також розглядався як гравець «основи».
До складу клубу «Гент» приєднався на початку 2013 року і за півтора сезони встиг відіграти за команду з Гента 34 матчі в національному чемпіонаті.
20 червня 2014 перейшов на правах оренди на сезон в італійське «К'єво», де за сезон зіграв 29 матчів і забив 2 голи, після чого 11 червня 2015 року К'єво викупила контракт гравця за 1 млн. євро. Проте вже 15 липня гравець був проданий в «Сампдорію» за 2,9 млн. євро плюс Фабріціо Каччаторе і став першим боснійцем в історії команди.
29 січня 2016 року перейшов на правах оренди до кінця сезону в столичну «Рому».

## Виступи за збірну
16 жовтня 2012 року дебютував в офіційних іграх у складі національної збірної Боснії і Герцеговини в матчі відбору на ЧС-2014 проти збірної Литви, в якому вийшов на поле на 74 хвилині замість Сенада Лулича, а балканці перемогли з рахунком 3:0. 
Наразі провів у формі головної команди країни 20 матчів.